# 세모방 : 세상의 모든 방송
《세모방 : 세상의 모든 방송》은 2017년 5월 28일부터 2018년 2월 10일까지 방송되었던 예능 프로그램이다.

## 방송 시간
| 방송 채널 | 방송 기간                          | 방송 시간                            | 방송 시간                            | 비고      |
| MBC TV    |                                    |                                      |                                      |           |
| --------- | ---------------------------------- | ------------------------------------ | ------------------------------------ | --------- |
| MBC TV    | 2017년 5월 28일 ~ 2017년 7월 23일  | 매주 일요일 저녁 6시 45분 ~ 7시 55분 | 매주 일요일 저녁 6시 45분 ~ 7시 55분 | 독립 편성 |
| MBC TV    | 2017년 7월 29일 ~ 2017년 12월 23일 | 1부                                  | 매주 토요일 밤 11시 15분 ~ 12시 5분  | 분리 편성 |
| MBC TV    | 2017년 7월 29일 ~ 2017년 12월 23일 | 2부                                  | 매주 토요일 밤 12시 5분 ~ 12시 45분  | 분리 편성 |
| MBC TV    | 2018년 1월 6일 ~ 2018년 2월 10일   | 1부                                  | 매주 토요일 밤 11시 20분 ~ 12시 10분 | 분리 편성 |
| MBC TV    | 2018년 1월 6일 ~ 2018년 2월 10일   | 2부                                  | 매주 토요일 밤 12시 10분 ~ 12시 50분 | 분리 편성 |

## 진행자

### 최종 출연자
- 박명수 : 2017년 5월 28일 ~ 2018년 2월 10일
- 주상욱 : 2017년 7월 29일 ~ 2018년 2월 10일
- 박산다라 : 2017년 7월 29일 ~ 2018년 2월 10일
- 헨리 : 2017년 5월 28일 ~ 2018년 2월 10일
- 차오루 : 2017년 8월 19일 ~ 2018년 2월 10일
- 신유 : 2017년 8월 19일 ~ 2018년 2월 10일

### 이전 출연자
- 남희석 : 2017년 5월 28일 ~ 2017년 7월 23일
- 김수용 : 2017년 5월 28일 ~ 2017년 7월 23일
- 박수홍 : 2017년 5월 28일 ~ 2017년 7월 23일
- 송해 : 2017년 5월 28일 ~ 2017년 7월 23일
- 허참 : 2017년 5월 28일 ~ 2017년 7월 23일
- 고영배 : 2017년 5월 28일 ~ 2017년 7월 23일
- 이상벽 : 2017년 5월 28일 ~ 2017년 7월 23일
- 임백천 : 2017년 5월 28일 ~ 2017년 7월 23일
- 슬리피 : 2017년 5월 28일 ~ 2017년 7월 23일
- 이수경 : 2017년 7월 29일 ~ 2017년 8월 26일
- 이경규 : 2017년 7월 29일 ~ 2017년 12월 2일

## 방영 목록

### 2017년
- 몽골 C1TV 《도시아들》
  - 1회-3회: 박수홍, 김수용, 남희석 출연
- 대한민국 리빙TV 《형제꽝조사 시즌3》
  - 1회-3회: 박명수, 고영배, 헨리 출연
  - 9회: 박명수, 이태곤, 장도연 출연
- 대한민국 실버아이TV 《스타 쇼 리듬댄스》
  - 1회 ~ 3회 : 슬리피, 김동철, 오상진, 김희권 출연
- 대한민국 대교어린이TV 《한다면 한다! 한다맨 시즌3》
  - 4회 ~ 5회 : 헨리, 슬리피, 고영배 출연
- 인도네시아 레젤홈쇼핑
  - 4회 : 박수홍, 김수용, 남희석 출연. 이들이 출연한 방송에서는 ReBread gold 제빵기를 판매했는데 편성 시간이 낮 12시-1시이면서 라마단 기간이라 쇼호스트 대신에 세명이 제빵기에서 1시간 동안 15개 이상 제조한 빵을 먹었다. 하지만 그렇게 홍보를 했음에도 그것을 시간 안에 완판을 하지 못했다.
- 대한민국 KCTV제주방송 《新 삼춘 어디감수과》
  - 5회 : 박명수, 황재근 출연
- 캄보디아 CTN 《Silent Please》
  - 6회 ~ 7회 : 서경석, 솔비, 장동우 출연
- 대한민국 덴탈TV 《D-STORY》(세모방에서는 《덴탈 스토리》로 소개되었다.), 《덴탈 라이프》
  - 6회 ~ 7회 : 김구라, 헨리, 김재원, 이수경 출연
- 대한민국 포항MBC 《트로통》
  - 8회 : 이석훈, 한동근, 헨리 출연
- 대한민국 불교TV 《세상만사》
  - 10회 : 이경규, 박명수, 주상욱, 헨리 출연
- 유튜브 - 대한민국 보이즈빌리지 《네 얼간이》
  - 11회 : 이경규, 박명수. 주상욱, 박산다라, 이수경 출연
- 대한민국 피키캐스트 《ㅇㄱㄹㅇ》
  - 12회 : 이경규, 주상욱, 이수경, 박산다라, 헨리 출연
- 대한민국 경기버스, 대구버스, 목포버스, 울산버스, 부산버스《어디까지 가세요?》
  - 13회 ~ 25회 : 이경규, 차오루, 박명수, 주상욱, 박산다라, 헨리, 신유, 표창원 출연

## 시청률

### 2017년
| 회차                                                | 방송일    | TNmS 시청률    | AGB 시청률     |
| 회차                                                | 방송일    | 대한민국(전국) | 대한민국(전국) |
| --------------------------------------------------- | --------- | -------------- | -------------- |
| 1회                                                 | 5월 28일  | 4.8%           | 5.6%           |
| 2회                                                 | 6월 4일   | 4.9%           | 4.4%           |
| 3회                                                 | 6월 11일  | 5.4%           | 5.0%           |
| 4회                                                 | 6월 18일  | 4.1%           | 4.2%           |
| 5회                                                 | 6월 25일  | 3.7%           | 4.0%           |
| 6회                                                 | 7월 2일   | 4.2%           | 4.5%           |
| 7회                                                 | 7월 9일   | 5.0%           | 3.8%           |
| 8회                                                 | 7월 16일  | 5.8%           | 6.2%           |
| 9회                                                 | 7월 23일  | 5.9%           | 5.2%           |
| 2017년 7월 29일부터 토요일 밤 11시 15분 시간대 변경 |           |                |                |
| 10회                                                | 7월 29일  | 2.1%           | 2.4%           |
| 10회                                                | 7월 29일  | 2.3%           | 2.7%           |
| 11회                                                | 8월 5일   | 3.3%           | 3.2%           |
| 11회                                                | 8월 5일   | 3.5%           | 4.1%           |
| 12회                                                | 8월 12일  | 2.1%           | 2.0%           |
| 12회                                                | 8월 12일  | 2.4%           | 2.2%           |
| 13회                                                | 8월 19일  | 2.8%           | 2.6%           |
| 13회                                                | 8월 19일  | 3.1%           | 2.9%           |
| 14회                                                | 8월 26일  | 3.1%           | 3.0%           |
| 14회                                                | 8월 26일  | 3.5%           | 3.1%           |
| 15회                                                | 9월 2일   | 2.9%           | 3.4%           |
| 15회                                                | 9월 2일   | 3.2%           | 4.4%           |
| 16회                                                | 11월 18일 | 2.1%           | 2.1%           |
| 16회                                                | 11월 18일 | 2.2%           | 2.2%           |
| 17회                                                | 11월 25일 | 2.7%           | 2.9%           |
| 17회                                                | 11월 25일 | 2.8%           | 3.2%           |
| 18회                                                | 12월 2일  | 2.8%           | 3.1%           |
| 18회                                                | 12월 2일  | 2.5%           | 3.0%           |
| 19회                                                | 12월 9일  | 2.6%           | 3.1%           |
| 19회                                                | 12월 9일  | 2.8%           | 3.7%           |
| 20회                                                | 12월 16일 | 2.6%           | 2.9%           |
| 20회                                                | 12월 16일 | 2.7%           | 3.3%           |
| 21회                                                | 12월 23일 | 2.8%           | 2.4%           |
| 21회                                                | 12월 23일 | 2.7%           | 2.3%           |

### 2018년
| 회차 | 방송일   | TNmS 시청률    | AGB 시청률     |
| 회차 | 방송일   | 대한민국(전국) | 대한민국(전국) |
| ---- | -------- | -------------- | -------------- |
| 22회 | 1월 6일  | 3.1%           | 3.4%           |
| 22회 | 1월 6일  | 3.2%           | 3.5%           |
| 23회 | 1월 13일 | 3.4%           | 3.6%           |
| 23회 | 1월 13일 | 3.9%           | 4.6%           |
| 24회 | 1월 20일 | 2.9%           | 2.8%           |
| 24회 | 1월 20일 | 3.2%           | 3.3%           |
| 25회 | 1월 27일 | 3.3%           | 3.7%           |
| 25회 | 1월 27일 | 3.5%           | 3.8%           |
| 26회 | 2월 10일 | 2.6%           | 3.8%           |
| 26회 | 2월 10일 | 3.9%           | 3.8%           |

## 결방 사유 및 편성 변경
2017년
- 9월 9일 ~ 11월 11일 : MBC 파업으로 인한 결방
- 12월 30일 : 《2017 MBC 연기대상》 시상식 편성으로 인한 결방

2018년
- 2월 3일 : 축구 국가대표팀 친선경기 《대한민국 VS 라트비아》 중계방송으로 인한 결방

## 일부 지역 자체 방송
2017년 7월 29일부터 광주MBC와 안동MBC만 자체방송이다.
- 광주MBC : MBC 가요베스트
- 안동MBC : 특집다큐